# Maciej Sikoński

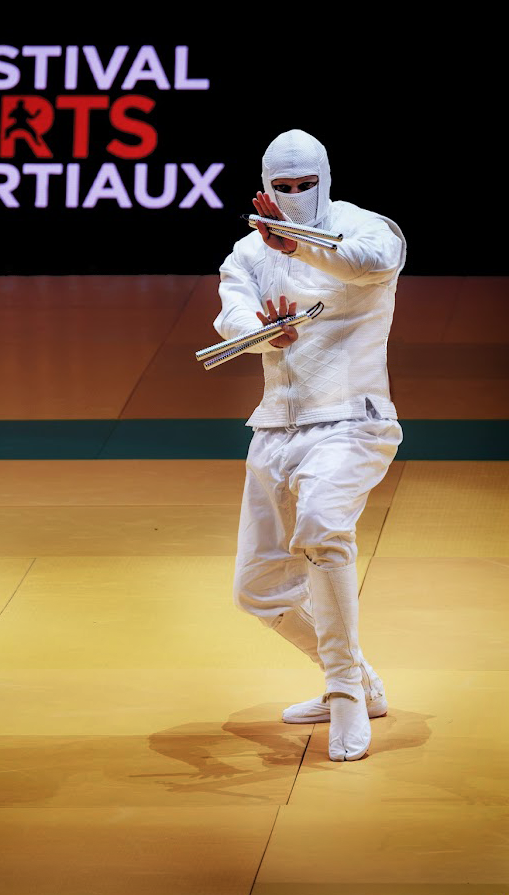
36 Edycja Światowego Festiwalu Sztuk Walki w 2023 roku, Hala Accor / Bercy Arena - Paryż, Maciej Sikoński jako "Biały ninja"

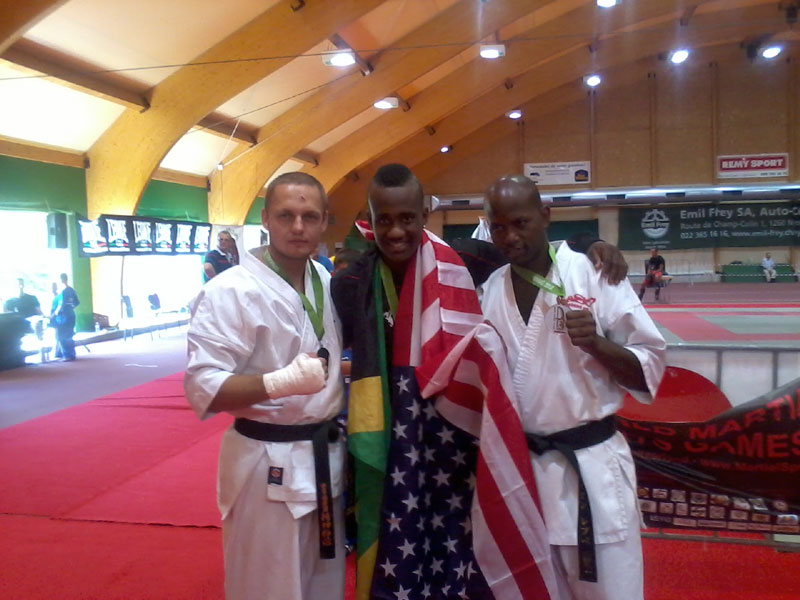
Mistrzostwa Świata Federacji WMAG Szwajcaria 2013

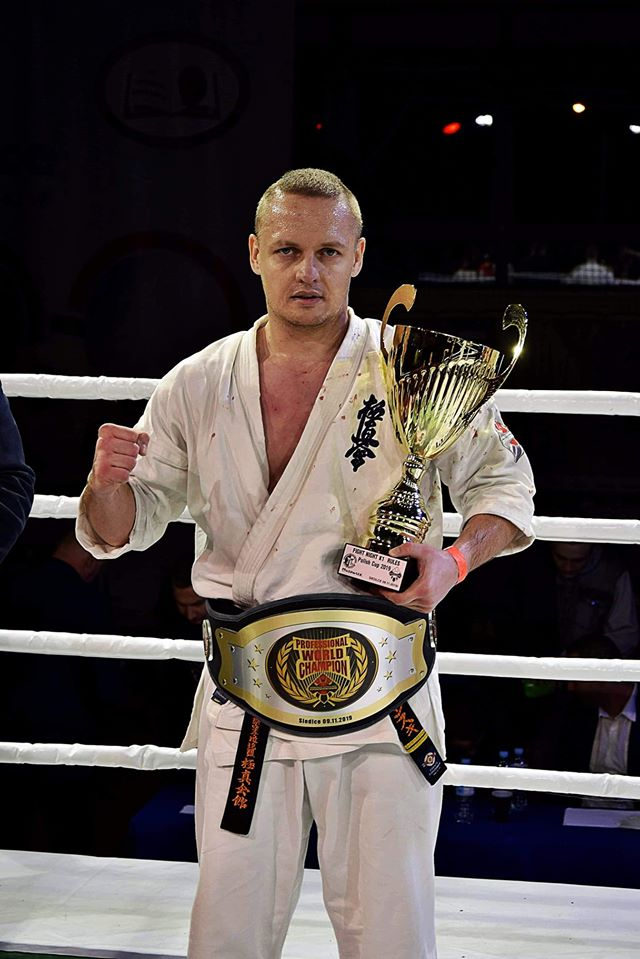
Mistrzostwa Świata w Kyokushin Karate Federacji I.B.U. – Siedlce 2019

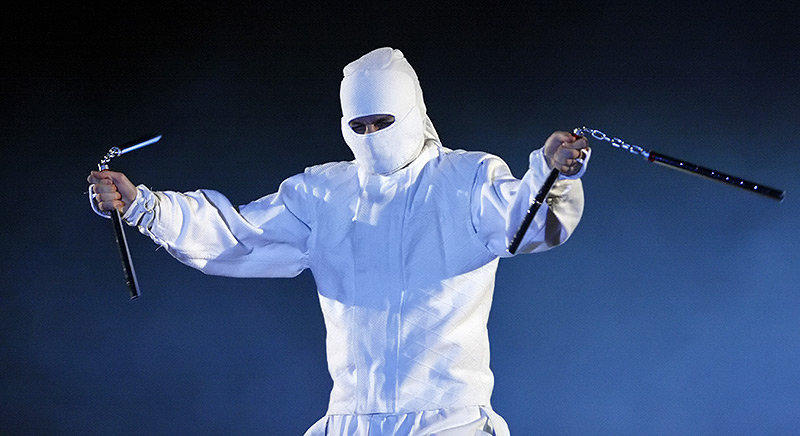
Maciej Sikoński jako "Biały ninja" - Warszawski Międzynarodowy Festiwal Sportów Walki 2007 rok

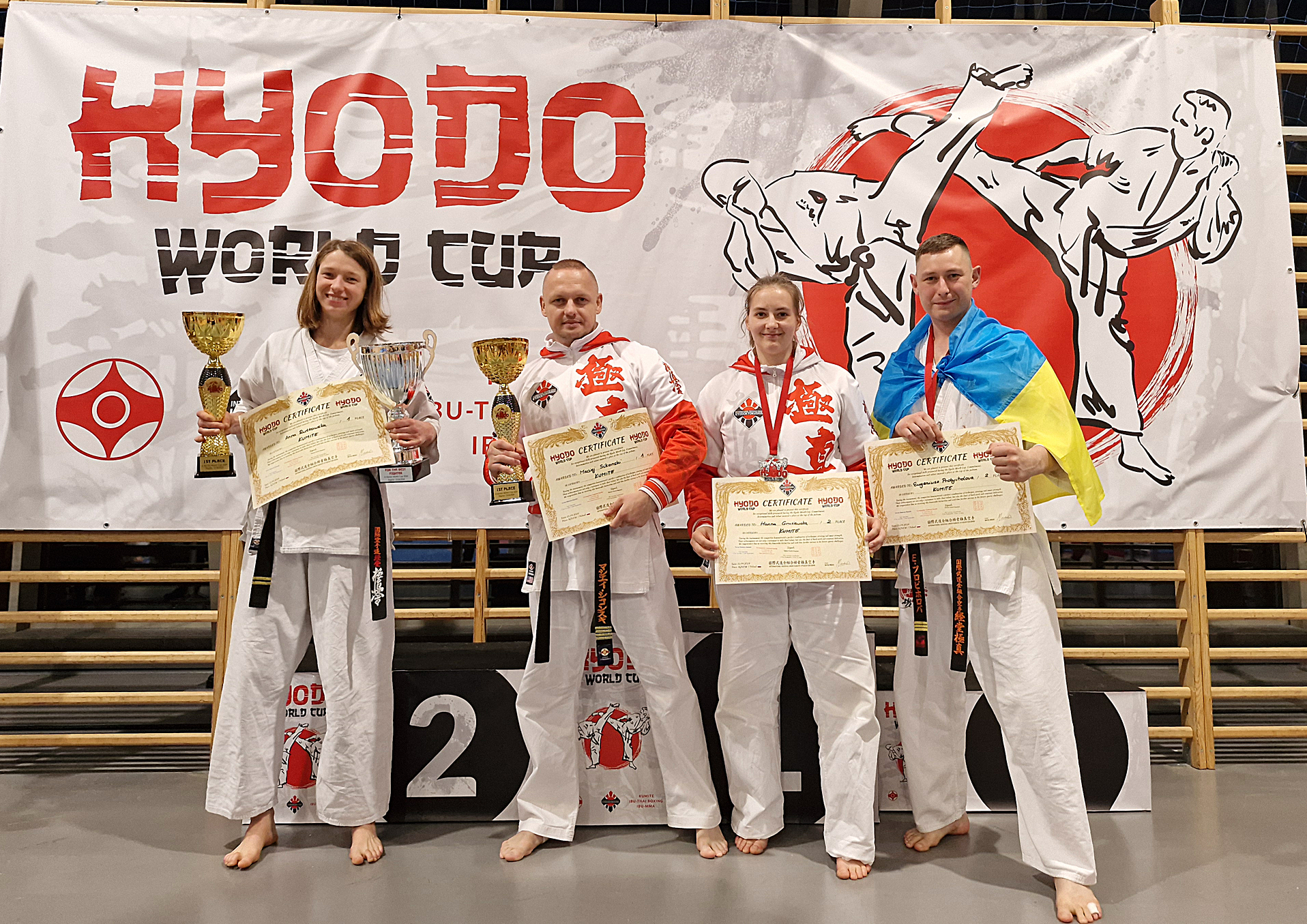
Reprezentacja Polski na Mistrzostwach Świata Karate Kyokushin Federacji I.B.U. - Rzgów 2024 rok

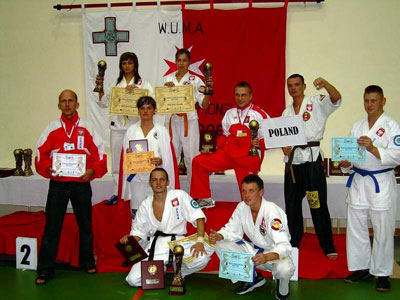
Mistrzostwa Świata Malta 2006

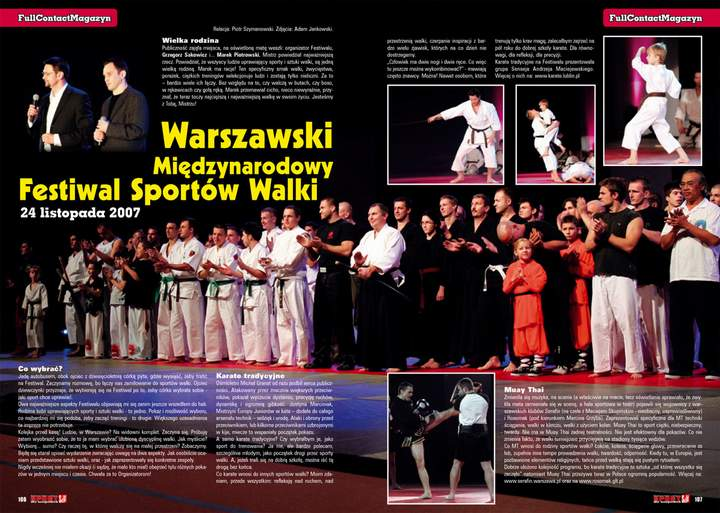
Warszawski Festiwal Sztuk Walki

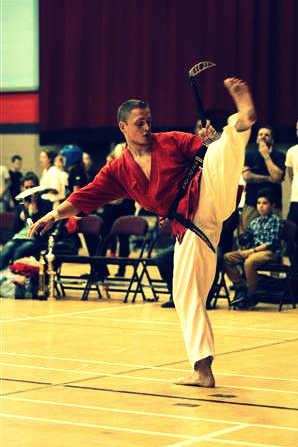
Mistrzostwa Świata – Szwajcaria 2013 - Pokaz przy użyciu sierpów "Kama"

Maciej Sikoński (ur. 8 października 1984 w Nowym Sączu) − polski zawodnik mieszanych sztuk walki (MMA), karateka kyokushin oraz kick-bokser. Wielokrotny medalista Mistrzostw Świata w różnych odmianach sztuk walki, federacji W.K.A, W.U.M.A oraz W.M.A.G. Zdobywca zawodowego pasa MMA federacji Colloseum w kat. 77 kg Ground&Pound Open oraz zawodowego pasa Mistrza Świata Karate Kyokushin – IBU International Budokai Union. 

## Wczesne życie i kariera sportowa
Zaczął trenować boks wraz z dziadkiem w wieku lat 5, karate oraz judo w wieku 7 lat wraz z ojcem, a w Nowosądeckim Klubie karate kyokushin w wieku lat 14. Przygodę z brazylijskim jiu jitsu rozpoczął w czasie nauki w akademickim liceum im. Króla Bolesława Chrobrego w Nowym Sączu. Na studiach w PWSZ Nowy Sącz prowadził zajęcia z zakresu samoobrony i zajął się akrobatyką sportową oraz ekstremalnymi sztukami walki. Główny trener i zawodnik klubu MMA Nowy Sącz do 2012 roku. Wywodzi się z karate kyokushinkaikan. Posiada on stopień mistrzowski III dan w Karate Kyokushin – IBU Kyodokyokushin jak również I Dan w Kobudo (posługiwanie  się bronią białą). Ukończył studia magisterskie na krakowskiej Akademii Wychowania Fizycznego im. Bronisława Czecha w Krakowie, a licencjackie w Państwowej Wyższej Szkole Zawodowej w Nowym Sączu      na specjalności -Nauczanie Początkowe z Wychowaniem Fizycznym. Wyszkolił dziewiętnastu zawodników mistrzostw rangi Polski, Europy i Świata w sztukach walki. Oprócz turniejów walki wręcz od 2006 roku bierze udział w największych na świecie imprezach, gdzie pod pseudonimem „biały ninja” włada widowiskową bronią białą znaną jako „nunchaku”.
Jest uważany za jednego z najlepszych specjalistów na świecie w posługiwaniu się wspomnianą bronią. W marcu 2023 roku wystąpił jako pierwszy Polak w historii na 36 edycji słynnego festiwalu "Festival des Arts Martiaux" w hali Accor Arena w Paryżu. To ogromne widowisko jest organizowane od 1984 roku i przez lata gromadziło najznamienitszych mistrzów i ekspertów w sportach oraz sztukach walki z całego globu. Impreza zwykle gości około 10 000 widzów i przez lata prezentowały na nim swoje umiejętności słynne gwiazdy i mistrzowie, tacy jak mnisi z Shaolin w 1989 r., Jean-Claude Van Damme w 1990 r., Mistrzowie karate z Okinawy w 1993 r., Rickson Gracie w 1995 r. Jose Aldo - Mistrz UFC w 2014.

## Kariera MMA

### MMAC
Po raz pierwszy walczył w formule MMA przed polską 28 maja 2010 roku na gali MMAC 1 – Challenge, gdy pokonał w boksera Tomasza Sojkę przez poddanie w 2 rundzie.
Kilka miesięcy później, podczas gali MMAC 2 – Gladiators w podobny sposób pokonał Słowaka Andreia Vittka w kat. 77 kg.
W 2011 roku podczas gali MMA Coloseum 4 znokautował Ukraińca Romualda Sidinisa efektownym kopnięciem na głowę już w pierwszej rundzie.

### MMA Attack i Masurian Fight Night
W 2011 roku stoczył pojedynek na gali MMA Attack 1 w Warszawie, a jego przeciwnikiem był pochodzący z teamu Okniński Piotr Niedzielko. Sikoński był zmuszony poddać walkę na skutek skutecznych uderzeń przeciwnika w parterze.

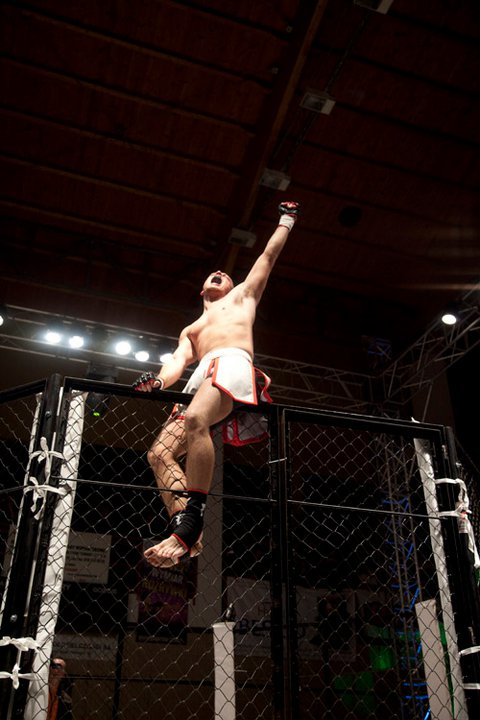
Zwycięska gala Coloseum 2011 roku

W 2012 roku Podczas gali MFN 2 – Masurian Fight Night w Ełku poddał walkę wpadając w gilotynowe duszenie wykonane przez Tomasza Zawadzkiego.

## Osiągnięcia na mistrzostwach świata i open
Mistrzostwa Świata W.U.M.A 2006 MALTA
1 miejsce – broń biała (czarne pasy)
2 miejsce – kickboxing full contact -70kg
2 miejsce – kickboxing semi contact -70kg
Mistrzostwa Europy Open W.U.M.A 2007 ANGLIA
3 miejsce – kickboxing light contact -70kg (czarne pasy)
3 miejsce – broń biała
3 miejsce – kickboxing semi contact -70kg (czarne pasy)
Mistrzostwa Świata W.U.M.A 2008 GRECJA
3 miejsce – broń biała (czarne pasy)
3 miejsce – kata tradycyjne (czarne pasy)
3 miejsce – samoobrona
Mistrzostwa P.I.G.M.I Open 2008 GRECJA
1 miejsce – temashiwari (łamanie cegieł)
1 miejsce – broń biała (czarne pasy)
1 miejsce – samoobrona
1 miejsce – karate kata
3 miejsce – kickboxing semi contact
1 miejsce – penthatlon
Mistrzostwa Świata W.U.M.A 2009 ANGLIA
1 miejsce – broń biała (czarne pasy)
1 miejsce – kata kreatywne
3 miejsce – kickboxing light contact -75kg
3 miejsce – grappling&strike -75kg
Mistrzostwa Świata W.U.M.A 2011 ANGLIA
1 miejsce – kata tradycyjne (czarne pasy)
1 miejsce – broń biała
Mistrzostwa Świata W.U.M.A 2012 ANGLIA
2 miejsce – kata tradycyjne (czarne pasy)
1 miejsce – broń biała
Mistrzostwa Świata W.M.A.G 2013 SZWAJCARIA
2 miejsce – broń biała (czarne pasy)
1 miejsce – kata kreatywne
1 miejsce – kickboxing light contact low kick (open)
1 miejsce – kickboxing light contact – 84 kg (czarne pasy)
Mistrzostwa Świata W.U.M.A 2016 SYCYLIA
1 miejsce – broń biała (czarne pasy)
1 miejsce – kickboxing light contact – 80 kg (czarne pasy)
2 miejsce – kata kreatywne
Mistrzostwa Świata W.M.A.G 2019 SZWAJCARIA
1 miejsce – broń biała (czarne pasy)
1 miejsce – kickboxing low kick – 80kg (czarne pasy)
2 miejsce – kickboxing light contact – 80 kg (czarne pasy)
Mistrzostwa Świata W.K.A 2022 WALIA
1 miejsce – broń biała (open)
1 miejsce – kata kreatywne z bronią (czarne pasy)
2 miejsce – kickboxing -80kg low kick (czarne pasy)
3 miejsce – kickboxing light contact – 80 kg (czarne pasy)
Mistrzostwa Świata I.B.U 2024 POLSKA
1 miejsce – kumite full contact + 80 kg (czarne pasy)

## Osiągnięcia

### Kyokushin
- Pas Zawodowego Mistrza Świata kategorii OPENWEIGHT  : "International Budokai Union Kyodokyokushin" 2019 r. POLSKA

### Mieszane sztuki walki
- Pas mistrzowski kategorii 77 kg: "COLLOSEUM FEDERATION" 2010 r. POLSKA

- Pas mistrzowski kategorii open: "GROUND&POUND FEDERATION" 2010 r. POLSKA

## Lista zawodowych walk w MMA
| Wynik     | Bilans | Przeciwnik (bilans przed walką) | Rozstrzygnięcie                | Runda | Czas | Rozgrywki                    | Data       | Miejsce   | Uwagi                                                           |
| --------- | ------ | ------------------------------- | ------------------------------ | ----- | ---- | ---------------------------- | ---------- | --------- | --------------------------------------------------------------- |
| Przegrana | 3-2    | Tomasz Zawadzki (2-1-1)         | Poddanie (duszenie gilotynowe) | 1     | 1:05 | MFN 2 – Masurian Fight Night | 02.06.2012 | Ełk       | Co-Main Event                                                   |
| Przegrana | 3-1    | Piotr Niedzielko (1-1-1)        | Poddanie (ciosy pięściami)     | 1     | 0:59 | MMA Attack 1                 | 05.11.2011 | Warszawa  |                                                                 |
| Wygrana   | 3-0    | Romualdas Sidinis (0-0)         | KO (wysokie kopnięcie)         | 1     | 0:16 | MMAC 4 – MMA Coloseum 4      | 15.05.2011 | Nowy Sącz | Main Event                                                      |
| Wygrana   | 2-0    | Andrej Vittek (0-1)             | Poddanie (duszenie gilotynowe) | 1     | 0:55 | MMAC 2 – Gladiators          | 27.11.2010 | Nowy Sącz | Zdobył pas mistrzowski kategorii półśredniej, Main Event        |
| Wygrana   | 1-0    | Tomasz Sojka (0-0)              | Poddanie (duszenie gilotynowe) | 2     | 2:00 | MMAC 1 – Challenge           | 28.05.2010 | Nowy Sącz | Debiut w MMA, Zdobył pas mistrzowski kategorii open, Main Event |

## Udział w Festiwalach Sztuk Walki
W 2007 i 2008 roku jako biały ninja w pokazie bronią prezentował swoje umiejętności na Międzynarodowym Festiwalu Sztuk Walki w Warszawie (2007 Ursynów, 2008 Torwar).